# Fangyuan
Fangyuan (kinesiska: 方圆街道, 方圆) är en socken i Kina. Den ligger i provinsen Shandong, i den östra delen av landet, omkring 370 kilometer öster om provinshuvudstaden Jinan. Antalet invånare är 74 781. Befolkningen består av 37 387 kvinnor och 37 394 män. Barn under 15 år utgör 13,0 %, vuxna 15-64 år 77 %, och äldre över 65 år 9,0 %.
Genomsnittlig årsnederbörd är 730 millimeter. Den regnigaste månaden är juli, med i genomsnitt 224 mm nederbörd, och den torraste är januari, med 14 mm nederbörd.